# رقص شیطان (فیلم)
رقص شیطان فیلمی به کارگردانی اسماعیل براری و نویسندگی سیدرحیم حسینی، مصطفی شوشتری، محمود حسنی، اسماعیل براری ساختهٔ سال ۱۳۷۹ است.

## بازیگران
- ابوالفضل پورعرب
- عاطفه رضوی
- جمشید جهان‌زاده
- حسین راضی
- قاسم زارع
- علیرضا اوسیوند
- بیژن بنفشه‌خواه
- لیدا عباسی
- حمید لولایی